# حکیم گیلانی
علی بن کمال الدین محمد گیلانی (به عربی: علی بن كَمالُ الدين محمد الجيلاني) معروف به حکیم گیلانی پزشک معروف ایرانی در سده شانزدهم میلادی بود.